# Sukosari Kidul
Sukosari Kidul is een bestuurslaag in het regentschap Bondowoso van de provincie Oost-Java, Indonesië. Sukosari Kidul telt 4458 inwoners (volkstelling 2010).